# Bolusia
Genre
Bolusia est un genre de plantes à fleurs dicotylédones de la famille des Fabaceae, sous-famille des Faboideae, originaire d'Afrique australe, qui comprend six espèces acceptées.

## Étymologie
Le nom générique, « Bolusia », est un hommage à Harry Bolus (1834-1911), botaniste et explorateur sud-africain.

## Liste d'espèces
Selon The Plant List (31 octobre 2018) :
- Bolusia acuminata (DC.) Polhill
- Bolusia amboensis (Schinz) Harms
- Bolusia capensis Benth.
- Bolusia ervoides (Baker) Torre
- Bolusia resupinata Milne-Redh.
- Bolusia rhodesiana Corbishley